# Granholmen (vid Villinge, Helsingfors)
Granholmen, finska: Kuusiluoto, är en ö i Finland. Den ligger i Finska viken och i kommunen Helsingfors i den ekonomiska regionen  Helsingfors i landskapet Nyland, i den södra delen av landet. Ön ligger nära Helsingfors.
Öns area är 0,9 hektar och dess största längd är 130 meter i öst-västlig riktning.